# Cissampelopsis
Cissampelopsis é um género botânico pertencente à família Asteraceae.